# Yvelines
Yvelines (IPA: [ivˈlin]) Franciaország egyik megyéje Île-de-France régió nyugati részén.

## Elhelyezkedése
A Franciaország középső részén, Île-de-France régióban található megyét keletről Hauts-de-Seine, délről Essonne és Eure-et-Loir, nyugatról Eure, északról pedig Val-d’Oise megyék határolják.

## Települések
A megye legnagyobb települései és lakosságuk száma 2011-ben:
| Település                | Népesség |
| ------------------------ | -------- |
| Versailles               | 86 307   |
| Sartrouville             | 51 150   |
| Mantes-la-Jolie          | 42 969   |
| Saint-Germain-en-Laye    | 40 653   |
| Poissy                   | 37 680   |
| Montigny-le-Bretonneux   | 33 337   |
| Conflans-Sainte-Honorine | 35 380   |
| Les Mureaux              | 30 859   |
| Plaisir                  | 30 958   |
| Houilles                 | 31 557   |
| Le Chesnay               | 28 975   |
| Trappes                  | 29 380   |
| Chatou                   | 30 173   |
| Guyancourt               | 27 966   |
| Élancourt                | 26 829   |
| Rambouillet              | 26 159   |
| Maisons-Laffitte         | 22 817   |

## Népesség
| Lakosok száma | 1 427 291 | 1 438 266 | 1 441 398 | 1 448 207 | 1 449 723 | 1 456 365 | 1 470 778 |
|               | 2015      | 2017      | 2018      | 2019      | 2020      | 2021      | 2022      |

## Galéria

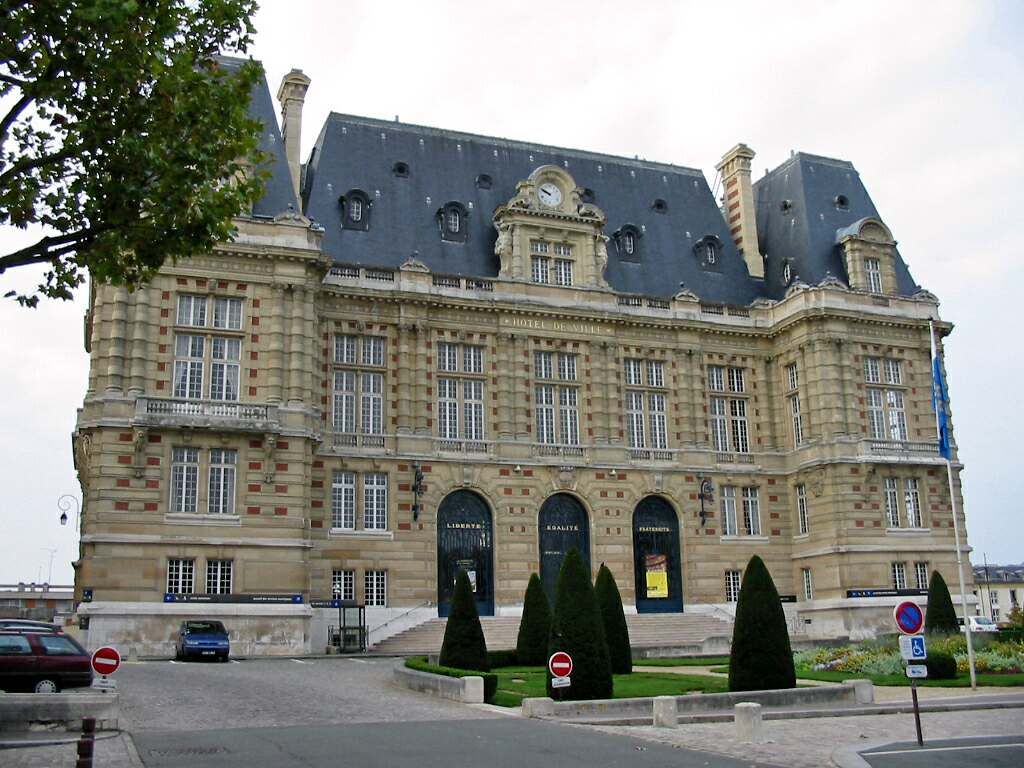
Versailles
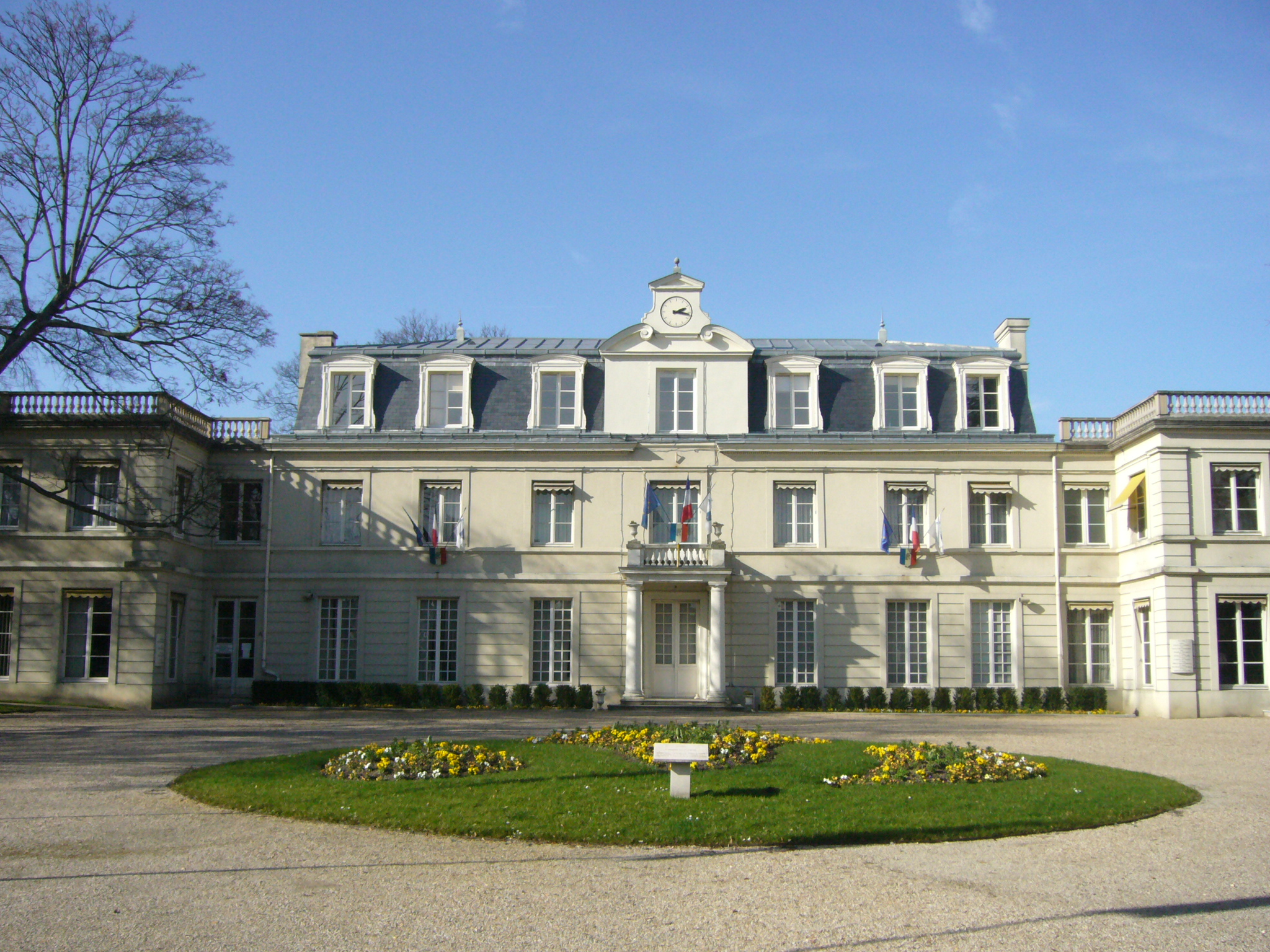
Sartrouville
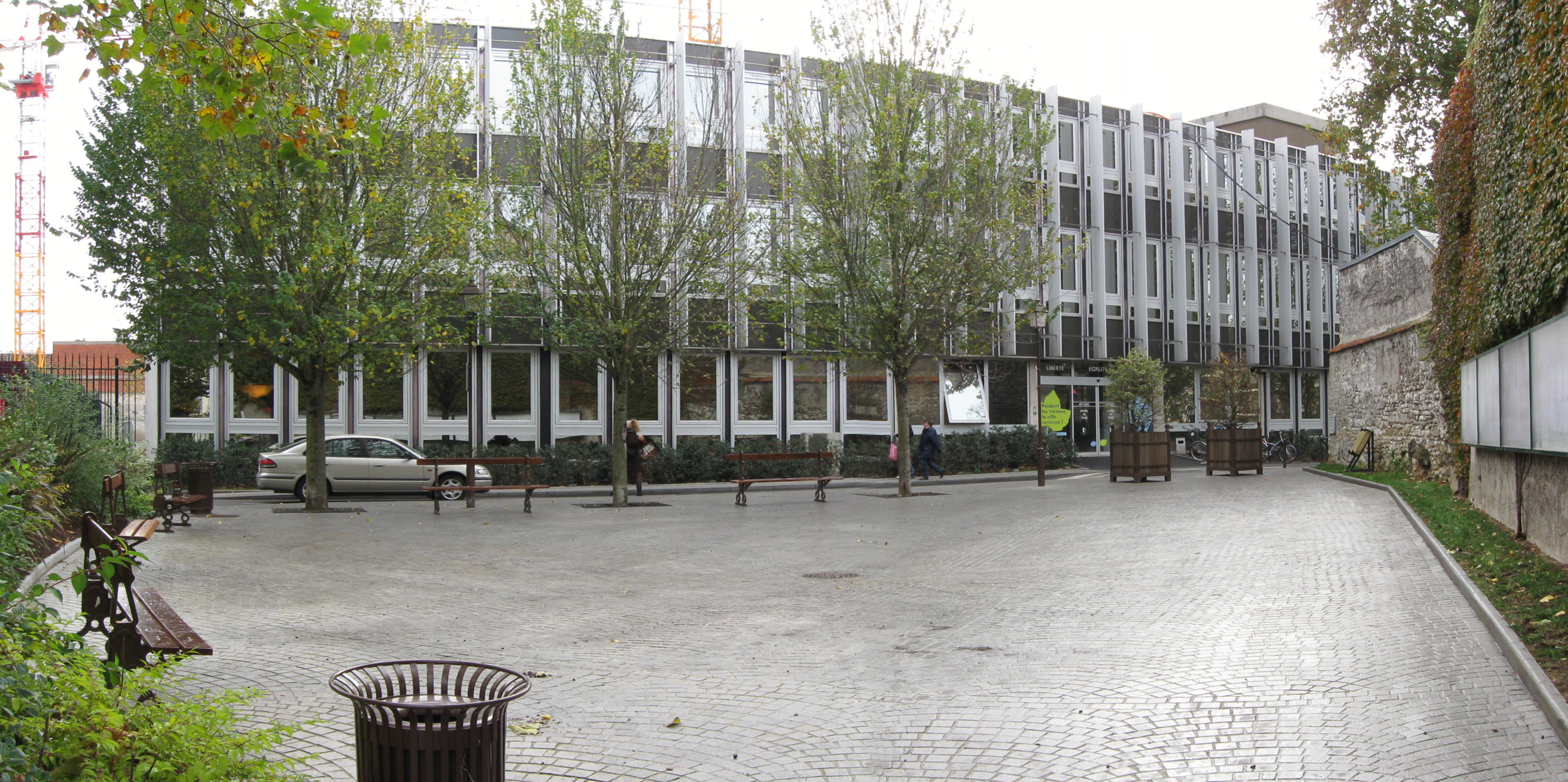
Mantes-la-Jolie
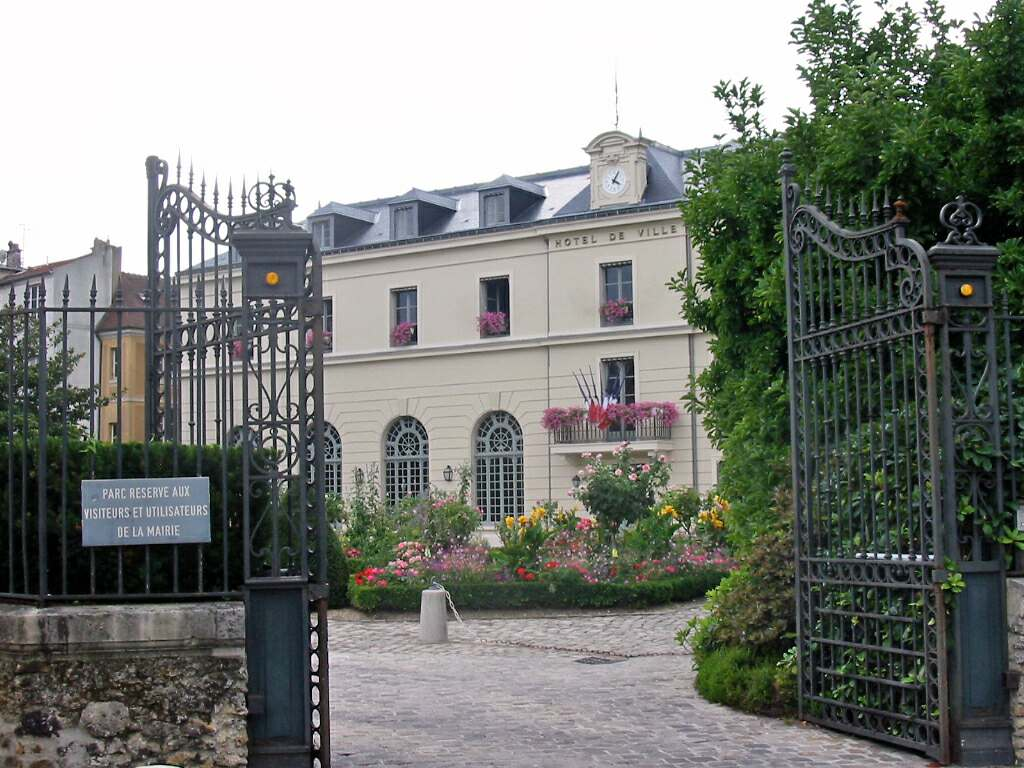
Saint-Germain-en-Laye